# NGC 1041
NGC 1041 is een elliptisch sterrenstelsel in het sterrenbeeld Walvis. Het hemelobject werd op 17 november 1881 ontdekt door de Franse astronoom Édouard Jean-Marie Stephan.

## Synoniemen
- PGC 10125
- MCG -1-7-30
- NPM1G -05.0115